# 文泉驿正黑体

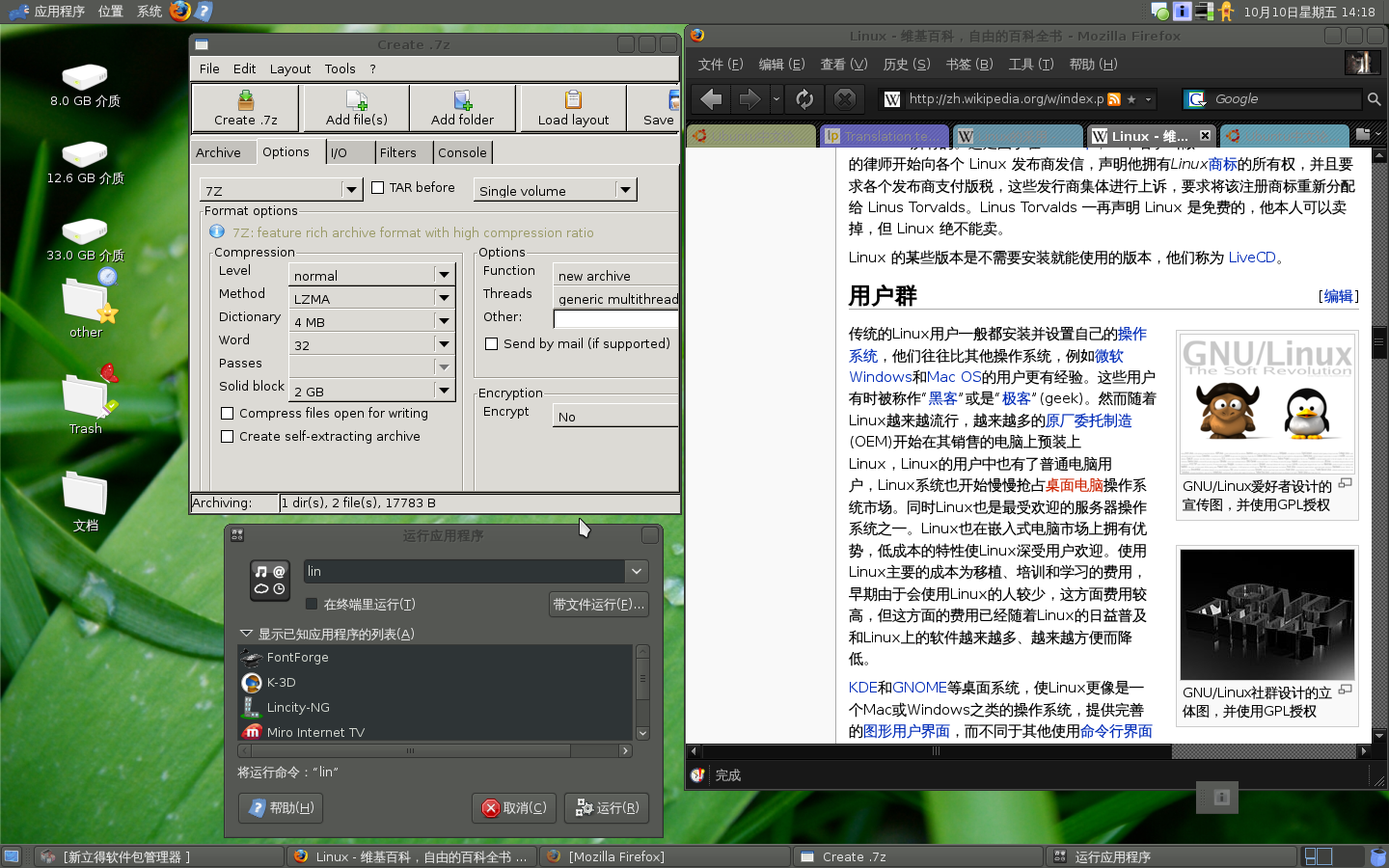
文泉驿正黑体效果示例图

文泉驿正黑体是一套由文泉驿開發的開源中文黑體TrueType开源字型，是第一套完整覆盖GB 18030（含子集GB2312及GBK）和大五等標準字符集的免费中文字体。它包含所有常用簡體、繁體中文所需要的漢字逾27842字，同時包含日文、韓文和其他幾十種語言符號。該字體還嵌入了文泉驛點陣宋體的中英文點陣。因为Windows不支持纯矢量字体。而Ubuntu Linux中经过讨论，确定了使用矢量，不开启点阵效果。
21世纪前十几年多数Linux桌面发行版的默认中文字体为文泉驿正黑。韦诺之战、UFO: Alien Invasion也是使用其显示东亚文字。

## 文泉驿等宽正黑
文泉驿等宽正黑与文泉驿正黑二者以“TrueType Collection（TTC）”方式集成在一起，共享所有中文符号，大幅度节省字体体积。
文泉驿等宽正黑为了避免中西文字符相互覆盖、间距不均匀和边缘不齐的问题，正确显示BBS的ASCII Art图案而开发，满足汉字宽度是西文宽度两倍（East Asian Width）的要求。

## 发展历程
- 2005年1月11日，文泉驿正式在SourceForge申请项目并獲批。
- 2005年4月22日，发布矢量汉字制作前台程序，矢量汉字开发正式启动。
- 2007年6月20日，文泉驿的第一套矢量中文字体“正黑体0.1-紫箫之先”正式进入内部测试环节。
- 2007年9月15日，文泉驿正黑体－紫箫final(v0.2.15)首次公开测试。
- 2008年3月29日，文泉驿正黑体－夸父-final v0.5发布。
- 2008年6月24日，文泉驿正黑体－祈祷-0.6.26发布。
- 2009年3月5日，文泉驿正黑体－盘古-0.8.38发布。
- 2010年3月13日，文泉驿正黑体－戰國-0.9.45（1.0 RC）发布。

## 外部連結
- 文泉驛正黑體